# آداگیو
آداگیو (انگلیسی: Adagio) شرکت مهمان‌نوازی بریتانیایی است، که در سال ۲۰۰۷ تأسیس شد.